# Fyracle
Fajrakle (engl. Fyracle) je specijalna verzija  baze podataka otvorenog koda koja podržava Oracle-ovu PL/SQL sintaksu.
Fyracle se sastoji iz tri dela:
1. poboljšanja osnovne Firebird baze (verzija 1.5), kao što su podrška za izvedene i privremene tabele, hijerarhijske upite i PL/SQL izvršni endžin, kao i podršku za Oracle-ovu specifičnu semantiku
2. biblioteka koja prevodi sintaksu specifičnu za Oracle u sintaksu koju Firebird razume. Primer je prevođenje (+) veze u sintaksu ANSI stila
3. kompajler koji PL/SQL kod (procedure, funkcije i trigere) prevodi u kod razumljiv -u

Fyracle može korektno izvršiti sve primere koji dolaze sa Oracle 7, a krajnji cilj je da bude kompatibilan sa Oracle 9.
U praksi se najčešće se koristi za pokretanje ERP/CRM sistema "Compiere" otvorenog koda.

## Spoljašnje veze
- Janus Software's Fyracle Архивирано на веб-сајту  (6. април 2010) - zvanična stranica
- - zvanična stranica Firebird projekta
- - kros-platformska administrativna alatka za